# 沙河驿镇
沙河驿镇，是中华人民共和国河北省唐山市迁安市下辖的一个乡镇级行政单位。

## 行政区划
沙河驿镇下辖以下地区：
沙河驿村、二店子村、红庙子村、李店子村、管庄子村、段家岭村、潘庄子村、上炉村、下炉村、孟台子村、窝子村、刘台子村、代庄村、轩坡子村、唐庄子村、葛庄子村、前沙窝铺村、刘庄子村、北沙窝铺村和首钢金结厂社区。